# Animal Liberation. Die Befreiung der Tiere
Animal Liberation. Die Befreiung der Tiere (Original: Animal Liberation) ist der Titel des erstmals 1975 erschienenen Buches von Peter Singer. Es umfasst sowohl die ethischen Konzepte einer präferenzutilitaristischen, das heißt nach dem Schaden oder Nutzen einer Handlung beziehungsweise eines Unterlassen fragenden, Tierethik als auch die Schilderung der Situation von Tieren in der intensiven Tierhaltung und bei Tierversuchen.
Das über eine halbe Million Mal verkaufte und vielfach übersetzte Buch trug zum Entstehen einer modernen Tierrechtsbewegung bei. Es wurde einerseits innerhalb und außerhalb der Tierrechtstheorie teilweise scharf angegriffen und gilt andererseits als ein Klassiker der ethischen und politischen Literatur zur Beziehungen zwischen Menschen und nichtmenschlichen Tieren. Singer hat seit dem Erscheinen zwar weitere Texte zur Ethik der Mensch-Tier Beziehung verfasst, verweist aber in aktuellen Interviews (Stand 2011) weiterhin auf Animal Liberation als „adäquate Darstellung“ seiner Position, die keiner grundsätzlichen Klarstellungen bedürfe.

## Inhalt
Peter Singer erläutert in dem Buch seine Tierethik und damit verbundene praktische Auswirkungen. Seine Position ist das Ergebnis seiner utilitaristischen Ethik und Überlegungen zur Gleichheit; von Tierfreunden, die aus Tierliebe handeln, distanziert er sich. Ebenso grenzt er sich von radikalen Strömungen in der Tierrechtsbewegung ab, die Gewalt gegen Menschen zur Befreiung von Tieren als legitimes Mittel ansehen.
Das Buch erklärt zu Anfang einige philosophische Grundlagen. Es ist einfach geschrieben und richtet sich auch an Leser ohne Vorkenntnisse. Vier Jahre nach Erscheinen von Animal Liberation veröffentlichte Singer sein Hauptwerk Praktische Ethik, das stärker an ein akademisches Publikum gerichtet ist.

### Ethische Grundlegung
Singer stellt zu Anfang des Kapitels Alle Tiere sind gleich die Frage, was „Gleichheit“ sei. Die faktische, d. h. biologische Gleichheit der Menschen ist damit nicht gemeint, da die Menschen offensichtlich verschieden sind. Auch bedeutet Gleichheit nicht die gleiche Behandlung der verschiedenen Menschen, da deren Bedürfnisse verschieden sind. Es ergäbe zum Beispiel keinen Sinn, Männern ein Recht auf einen Schwangerschaftsabbruch zuzusprechen, nur weil Frauen dieses Recht (unter gewissen Voraussetzungen) besitzen. Ebenso wäre nach Singer eine Gesellschaft ungerecht, in der jedes Individuum nach einer bestimmten Eigenschaft (wie etwa der Intelligenz oder der Rationalität) bewertet und je nach Ausprägung dieser Eigenschaft zu einem Herrscher oder einem Beherrschten wird.
Gleichheit bedeutet für Singer nicht die gleiche Behandlung von Individuen mit ähnlicher Eigenschaft (wobei die Art der Behandlung und die Eigenschaft willkürlich sind), sondern die gleiche Berücksichtigung der Interessen. Mit dieser Grundlage ist ein Gegner des Rassismus nicht länger auf die Tatsachenbehauptung der Gleichheit der Rassen in Eigenschaften wie Intelligenz und Empathie angewiesen, sondern kann den Rassismus ablehnen, da es keinen ethisch relevanten Grund dafür geben kann, das Prinzip der gleichen Berücksichtigung nicht auf alle Rassen auszudehnen, denn: „Gleichheit ist eine moralische Vorstellung und keine Tatsachenbehauptung.“
Doch das Prinzip der gleichen Berücksichtigung der Interessen lässt sich nach Singer nicht nur auf die Rassen der Menschen, sondern auch auf die Spezies anwenden. Singer spricht analog zum Rassismus bei der Nicht-Berücksichtigung der Interessen Angehöriger anderer Spezies von „Speziesismus“. Seiner Ansicht nach gibt es keinen ethisch relevanten Grund, die Gleichheit nicht auch auf nichtmenschliche Tiere auszudehnen. Zur Klärung der Frage, welche Tiere denn überhaupt berücksichtigt werden müssen, zitiert er Jeremy Bentham:

“What else is it that should trace the insuperable line? Is it the faculty of reason or perhaps the faculty of discourse? But a full-grown horse or dog is beyond comparison a more rational, as well as more conversable animal, than an infant of a day or a week or even a month old. But suppose they were otherwise, what would it avail? The question is not, Can they reason?, nor Can they talk? but, Can they suffer?”

„Warum soll sonst die unüberwindbare Grenze gerade hier liegen? Ist es die Fähigkeit zu denken oder vielleicht die Fähigkeit zu reden? Aber ein ausgewachsenes Pferd oder ein Hund sind unvergleichlich vernünftigere sowie mitteilsamere Tiere als ein einen Tag, eine Woche, oder gar einen Monat alter Säugling. Aber angenommen dies wäre nicht so, was würde das ausmachen? Die Frage ist nicht Können sie denken? oder Können sie reden?, sondern Können sie leiden?.“

Singer gibt zu, dass man sich nicht sicher sein kann, dass nichtmenschliche Tiere Schmerzen empfinden können. Allerdings kann man sich bezüglich des Schmerzempfindens anderer Lebewesen ohnehin nie sicher sein, da dieses grundsätzlich nur aus der Erste-Person-Perspektive erfahrbar ist. Singer begründet jedoch, dass die Annahme, dass ein Hund oder ähnlich weit entwickeltes Lebewesen Schmerzen empfinden kann, ebenso vernünftig ist, wie die Annahme, dass andere Menschen diese Eigenschaft besitzen. Hierbei weist er neben dem beobachtbaren Verhalten bei Schmerzen wie Lautausstoßungen oder Flucht(versuchen) auch auf das sehr ähnliche Nervensystem hin, das beispielsweise bei Pflanzen nicht vorhanden ist.
Singer betrachtet die Fähigkeit, Schmerz zu empfinden, als Voraussetzung dafür, Interessen zu haben. Da seiner Auffassung nach sehr viele nichtmenschliche Tiere (wie z. B. die meisten Säugetiere und Vögel) diese Fähigkeit besitzen, müssen auch deren Interessen berücksichtigt werden. Singer stellt aber fest, dass seine Position eines unterschiedlichen Wertes von Lebewesen nicht speziesistisch ist. Auf die Frage, in welchen Fällen das Töten von Lebewesen moralisch verwerflich ist, gibt Singer keine endgültige Antwort.

### Tierversuche
In dem Kapitel Werkzeuge für die Forschung beschreibt Singer ein Beispiel für den Speziesismus, nämlich die Verwendung von Tieren für die Forschung. Hier wird besonders deutlich, für wie ähnlich Mensch und Tier in der Regel gehalten werden, sollen in Tierversuchen doch meist aus dem Verhalten oder den Reaktionen der Tiere auf menschliche Reaktionsweisen geschlossen werden.
Singer kritisiert Tierversuche wie etwa ein 1982 durchgeführtes Experiment der Brooks City-Base (United States Air Force), bei dem der Einfluss chemischer Kampfmittel und ionisierender Strahlung auf die Fähigkeit von Affen, einen Steuerknüppel zu bedienen, untersucht wurde. Viele staatliche und nicht-staatliche Experimente verursachen laut Singer großes Leid bei den verwendeten Tieren, dessen sich die Gesellschaft kaum bewusst ist.
Neben Tierversuchen des Militärs kritisiert Singer auch Versuche im Universitätsbetrieb, beispielsweise im Bereich der Psychologie, so etwa einen Versuch, bei dem eine Mutterattrappe eingesetzt wurde, um das Verhalten von Affenbabys zu untersuchen. Sobald sich das Affenbaby an die vermeintliche Mutter klammerte, wurde selbige zu einem „Monster“ mit Stacheln, wobei sich das Affenbaby vor Angst noch stärker an die Mutterattrappe klammerte. Aus dem Experiment folgerte der Psychologe Harry Harlow, dass Kinder bei großer Angst bei der Mutter Zuflucht suchen, auch wenn diese die Angst auslöst.
Singer stellt fest, dass bei diesen Experimenten die Interessen der Tiere nicht berücksichtigt werden, und dass solche Tierversuche nach seiner Auffassung von Gleichheit nicht hätten durchgeführt werden dürfen, da der erbrachte Nutzen in keinem Verhältnis zu dem in Kauf genommenen Leid steht. Denn häufig steht ein sehr zweifelhafter oder gar kein Nutzen gegen das sehr sicher vorhandene große Leid der Tiere. Allerdings lehnt Singer Tierversuche nicht grundsätzlich ab, Tierversuchs-Befürworter argumentieren, dass ein Versuch, der einem Affen das Leben kostet, während er tausend Menschen das Leben rettet, moralisch geboten ist. Dies entspricht auch Singers utilitaristischem Ansatz, allerdings argumentiert er, dass in der Praxis viele Tierversuche keinen direkten Nutzen für den Menschen haben und somit abgeschafft gehören. So haben laut Singer die Letale Dosis oder der Draize-Test wenig Aussagekraft für die Schädlichkeit für den Menschen, und sind auch teilweise durch Experimente an Zellkulturen ersetzbar.
Dennoch kann es zum Beispiel bei der Entwicklung von Medikamenten Tierversuche geben, die durchaus einen großen Nutzen für die Menschheit haben. Um die Frage zu beantworten, welche Versuche durchgeführt werden dürfen, muss man sich fragen, ob man den Versuch auch mit einem menschlichen, geistig behinderten Säugling (vorzugsweise einem Waisen) durchführen würde. Denn ein solches Kind steht mit einem Tier auf einer geistigen Stufe, und es wäre speziesistisch, das Experiment mit Tieren zu akzeptieren, es aber mit geistig behinderten Waisenkindern abzulehnen.

### Verwendung von Tieren zur Nahrungsproduktion
Im dritten Kapitel In der Tierfabrik spricht Singer die Situation der Tiere an, die zu Nahrungszwecken in Massentierhaltung aufgezogen werden. Die Zahl der jährlich vornehmlich für die Fleisch-, Eier- und Milchproduktion getöteten Tiere wird auf mehrere Dutzend Milliarden geschätzt. Dabei werden die meisten Tiere in industrieller Landwirtschaft aufgezogen und geschlachtet, in der das oberste Ziel die Profitmaximierung und nicht etwa das Vermeiden von Tierleiden, eine natürliche Produktionsweise, gesunde und kräftige Tiere usw. ist. Wie Singer zugibt, haben die Farmer durchaus Interesse an gesunden Tieren, jedoch ist es für sie oftmals billiger, eine gewisse Sterberate in Kauf zu nehmen, als kostspielige Maßnahmen zu ergreifen, die vorzeitige Tode verhindern sollen. So ist es zum Beispiel billiger, viele Hühner auf einem kleinen Raum zu halten und einige Todesfälle durch Stress und Krankheiten hinzunehmen, als jedem Huhn mehr Platz zu verschaffen. Aufgrund der unnatürlichen Lebensbedingungen ergeben sich auch Probleme, die – wie Singer kritisiert – durch noch unnatürlichere Gegenmaßnahmen gestoppt werden sollen. So ist zum Beispiel das „Schnabelpicken“ bei Hühnern unter Stress verbreitet, bei dem sich Hühner gegenseitig mit ihrem Schnabel verletzen. Um dies zu verhindern, wird den Hühnern der Schnabel gekürzt, was ihnen heftige Schmerzen verursachen kann.
Singer geht des Weiteren auf die verschiedenen Tierarten und ihre Lebensbedingungen in der Massentierhaltung ein. Dabei kritisiert er insbesondere die beengte Unterbringung, die es Vögeln (z. B. Masthähnchen oder Legehennen) nicht erlaubt, ihre Flügel auszustrecken und es Schweinen nicht ermöglicht, sich umzudrehen oder sich in irgendeiner Weise zu betätigen. In der Kalbaufzucht wird eisenfreie Nahrung verwendet, um die blasse Farbe des Fleisches zu erhalten, außerdem dürfen sich die Kälber nicht bewegen. Singer sieht das hauptsächliche Leid der Tiere bei ihrer Aufzucht und Unterbringung und nicht so sehr bei dem Transport und der Schlachtung (die inzwischen oft unter Betäubung durchgeführt wird).
Singer kritisiert unter anderem die britische und US-amerikanische Tierschutzgesetzgebung. Zwar sind dort wichtige Grundsätze für die Behandlung von Tieren festgeschrieben, für die Tiere, die zu Nahrungszwecken gehalten werden, gelten diese Regelungen jedoch nicht. Die Empfehlungen des sogenannten Brambell-Ausschusses, fünf Grundfreiheiten der Tiere zu achten (nämlich sich umzudrehen, zu lecken, aufzustehen, sich hinzulegen und alle Gliedmaße strecken zu können) fanden bei der Gesetzgebung kaum Beachtung. In der 1990 erschienenen zweiten Auflage von Animal Liberation stellt Singer fest, dass es kaum Verbesserungen seit der Erstausgabe gegeben habe. Lediglich in Schweden habe der Tierschutz große Fortschritte gemacht, auch wenn die Gesetzgebung immer noch speziesistisch ist, da die Interessen von Tieren und Menschen immer noch nicht gleich berücksichtigt werden.

### Vegetarismus
In dem Kapitel Die Entscheidung für eine vegetarische Lebensweise fordert Singer den Leser zum Vegetarismus auf, den er aus seinen ethischen Grundlagen und der Situation der Tiere in der Massentierhaltung ableitet. Die Tiere werden seiner Ansicht nach als Mittel zum Zweck missbraucht und ihre Interessen nicht gleich berücksichtigt. Ein Protest gegen die Tierhaltung muss durch eine vegetarische Lebensweise gestützt werden, um nicht an Glaubwürdigkeit zu verlieren. Der Vegetarismus stellt eine Form des Boykotts dar, der zweierlei bewirkt: Erstens besteht die Chance politische Veränderungen zu bewirken, die eine Stärkung der Tierschutzgesetze zur Folge haben, zweitens vermindert es direkt das Leiden, indem durch die sinkende Nachfrage an Fleisch weniger Tiere zur Fleischproduktion gehalten werden (Angebot und Nachfrage). Singer betont, dass es nicht um die bereits gestorbenen Tiere geht, sondern darum die Tierproduktion langfristig zu senken. Durch den Kauf und den Verzehr von Fleisch unterstützt man die Produzenten, daher nützt auch die hypothetische Möglichkeit einer schmerzfreien Aufzucht nichts, da die Frage nicht „ist es richtig Fleisch zu essen?“ lautet, sondern „ist es richtig dieses Fleisch zu essen?“
Neben tierethischen Argumenten zählt Singer auch noch eine Reihe weiterer Gründe für eine vegetarische Lebensweise auf. Die Fleischproduktion trägt zum Klimawandel bei (da die Nahrungsproduktion über Tiere ineffizient ist), führt zu Waldrodungen und verschmutzt die Umwelt, zudem sei der Vegetarismus eine gesündere Alternative zum Fleischkonsum. Seine Mindestforderung an den Leser ist der Verzicht auf Fleisch und Eier von Tieren aus Massentierhaltung.

### Historischer Rückblick
In dem Kapitel Die Herrschaft des Menschen gibt Singer einen Überblick über die historische Einstellung der Menschen gegenüber den Tieren, in denen er den Grund für die heutige Beziehung zwischen Mensch und nichtmenschlichen Tieren sieht. Neben den Philosophen der Antike haben insbesondere die Religionen das Bild der Tiere geprägt. Singer zitiert Thomas von Aquin, der die Tötung von Tieren zu Nahrungszwecken als Teil der „göttlichen Ordnung“ ansah, da es notwendig und damit gerechtfertigt sei. Als einen Befürworter der Tierrechte innerhalb der christlichen Geschichte nennt Singer Franz von Assisi. Das mechanistische Bild der Tiere als seelenlose Automaten von René Descartes wurde von Voltaire kritisiert, der sich auf den ähnlichen Aufbau von Menschen und Tieren stützte. David Hume forderte einen „rücksichtsvollen Gebrauch“ der Tiere, Immanuel Kant hingegen sah den Menschen den Tieren gegenüber nicht verpflichtet, da Tiere im Gegensatz zu Menschen nicht um ihrer selbst willen da sind, sondern nur als Mittel. 1780 veröffentlichte Jeremy Bentham sein Buch Introduction to the Principles of Morals and Legislation, in dem er die Fähigkeit zu leiden als entscheidendes Kriterium für die Berücksichtigung von Tieren festsetzte. Bentham gilt damit als einer der ersten Befürworter von Tierrechten. Diejenigen Moralphilosophen, die Gleichheit von Tieren forderten, wurden unter anderem durch Darwins Evolutionstheorie gestärkt, die nicht nur eine Verwandtschaft zwischen Mensch und nichtmenschlichen Tieren zeigte, sondern auch für die Aufklärung des Irrtums sorgte, dass für das eigene Überleben die Tötung von Tieren erforderlich sei.

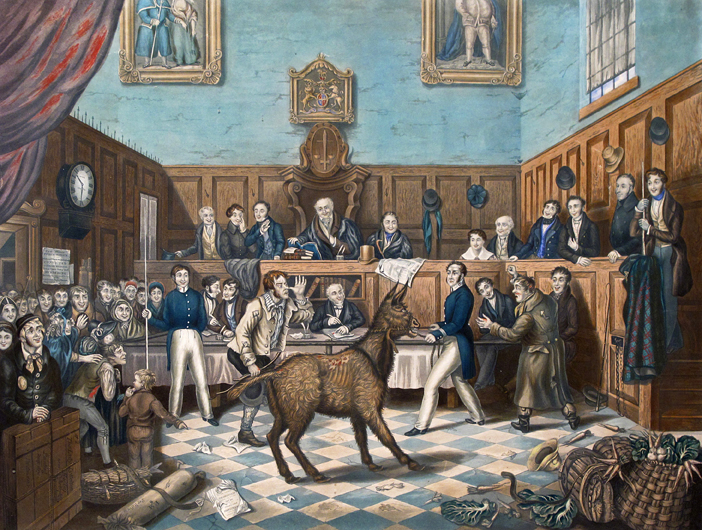
Gemälde zur ersten Anklage wegen einer Grausamkeit gegenüber Tieren

Neben den philosophischen Konzepten zum Status der Tiere gab es auch eine Reihe von Gesetzesvorschlägen, die Grausamkeit gegenüber Tieren verhindern sollten. 1822 wurde ein von Richard Martin initiierter Gesetzesvorschlag zum ersten Tierschutzgesetz, dem „Martin's Act“. Weitere Gesetze folgten, wie Singer jedoch im folgenden Kapitel resümiert, hat sich der Tierschutz bislang nicht durchgesetzt.

### Aktuelle Situation
Nachdem Singer die historische Beziehung zwischen Mensch und Tier erläutert hat, geht er im Kapitel Speziesismus heute auf die „aktuelle“ Situation und einige Einwände gegen Tierrechte ein. Er kritisiert die geringe gesellschaftliche und mediale Aufmerksamkeit für die Thematik sowie die fehlende Aufklärung über die Situation der Tiere: so werde zum Beispiel Kindern immer noch das Bild eines traditionellen Bauernhofes vermittelt; vielen seien faktische Zustände in der intensiven Tierhaltung daher nicht bewusst. Dies liegt zum Teil auch daran, dass sich viele Menschen nicht mit Tierrechten auseinandersetzen möchten, um nicht ihr eigenes Verhalten kritisch hinterfragen zu müssen.
Als ein Problem der Tierrechtsbewegung sieht Singer die Verwechslung von Tierrechtlern mit Tierliebhabern, die Tierschutz nur in abgeschwächter Form und zum Teil auch nur für manche Tiere fordern. Anstatt sich auf die großen Problemfelder wie zum Beispiel die Massentierhaltung zu konzentrieren, gibt es Tierschutzorganisationen, die sich auf Randgebiete der Grausamkeit gegen Tiere (z. B. Babyrobben) stützen und damit laut Singer der Gesellschaft das beruhigende Gefühl geben, dass etwas für die Tiere getan werde. Große Teile der modernen Tierrechtsbewegung versuchen diese Entwicklung umzukehren und distanziert sich von „emotional“ motivierten Tierschützern.
Neben der Beschreibung der aktuellen Situation antwortet Singer auf einige häufig gebrachte Gegenargumente zur gleichen Berücksichtigung der Interessen von Tieren. Den Vorwurf, dass sich Tierrechtler weniger um Menschen als um Tiere kümmern würden und der Mensch zuerst kommen müsse, weist Singer zurück. Nach seiner Ansicht wäre eine Bevorzugung von Menschen oder nichtmenschlichen Tieren bei der Berücksichtigung der Interessen speziesistisch und damit falsch. Er verweist außerdem darauf, dass Tierrechtler sich häufig auch für die Rechte der Menschen einsetzen, wie zum Beispiel Jeremy Bentham für Kinderrechte.

### Great Ape Project und Anhang
Im letzten Kapitel beschreibt Singer kurz das von ihm mitbegründete Great Ape Project, das grundlegende Rechte für Menschenaffen fordert.
In den Anhängen listet er weiterführende Literatur, Kontaktadressen und Tierrechtsorganisationen auf.

## Rezeption
Animal Liberation. Die Befreiung der Tiere gilt als ein Klassiker im Bereich der Tierrechte, das eine moderne Tierrechtsbewegung begründete.
Das über eine halbe Million Mal verkaufte und vielfach übersetzte Buch verhalf der Tierrechtsbewegung zu großem Zulauf und wird daher auch als „Bibel der Tierbefreiungsbewegung“ bezeichnet.

### Kritik
Singers Ethik wird aufgrund ihrer drastischen Schlussfolgerungen kritisiert. Insbesondere seine Ansichten über Abtreibung, Sterbehilfe und Infantizid sind umstritten, die allerdings in Animal Liberation. Die Befreiung der Tiere nicht thematisiert werden (siehe dazu Praktische Ethik). Seine Thesen zur Tierethik sind im deutschsprachigen Raum weniger bekannt. Kritik kommt von Seiten der Kirchen, zum Beispiel kritisierte Kardinal Meisner, dass Singer bestimmte nichtmenschliche Tiere als gleichwertig oder gar höherwertig als manche Menschen betrachtet. Helmut F. Kaplan versuchte einer Vermischung zwischen Singers Ansichten über Euthanasie und der Tierrechtsbewegung entgegenzuwirken, um den Eindruck zu vermeiden, dass Tierrechtler für die Rettung von Tieren auf Kosten von Kindern und behinderten Menschen seien.
Von Seiten der Tierrechtsbewegung wurde Singers Einstellung gegenüber Tierversuchen kritisiert, da er diese nicht prinzipiell ablehnt, sondern in manchen (und wie er betont) seltenen Fällen als gerechtfertigt und moralisch geboten ansieht.
Andreas Flury kritisiert in seinem Buch Der moralische Status der Tiere Singers Ersetzbarkeitsargument, also seine These, dass empfindungsfähige Nichtpersonen getötet werden können, wenn sie durch ein anderes, ähnliches Wesen ersetzt werden. Zudem zweifelt er an, dass Singer das Prinzip der gleichen Interessenabwägung in seiner vollen Tragweite anwendet: So richtet sich Singers Kritik gegen die grausamen Methoden der Schädlingsbekämpfung, ohne dass er sich die Frage der Legitimität einer Reduktion der sogenannten Schädlinge stellt. Flury vermutet, dass Singer – entgegen dem Prinzip der gleichen Interessenabwägung – dem Menschen zugesteht, nicht-triviale Interessen gegenüber nicht-trivialen Interessen von Tieren durchzusetzen, da ansonsten eine radikale Änderungen der Lebensweise (beispielsweise eine Verminderung der Zahl der Menschen anstatt der Schädlinge) folgen müsste. Des Weiteren verweist Flury auf die Kritik am Utilitarismus, die auch auf Singers Variante des Präferenzutilitarismus zutrifft. Dies umfasst auch die Kritik der Inkommensurabilität, d. h. fehlenden Vergleichs- und Abwägungsmöglichkeiten, die im Präferenzutilitarismus noch problematischer ist. So ist es nicht nur schwierig, klassisch-utilitaristische Interessen miteinander zu vergleichen, sondern insbesondere auch zwischen klassisch-utilitaristischen und präferenz-utilitaristischen (auf die Zukunft bezogenen) Präferenzen sowie dem nichtutilitaristischen Wert der Autonomie von Personen eine Abwägungsmöglichkeit zu finden.